# Brunehilde (mythologie)
Pour les articles homonymes, voir Brunehilde.

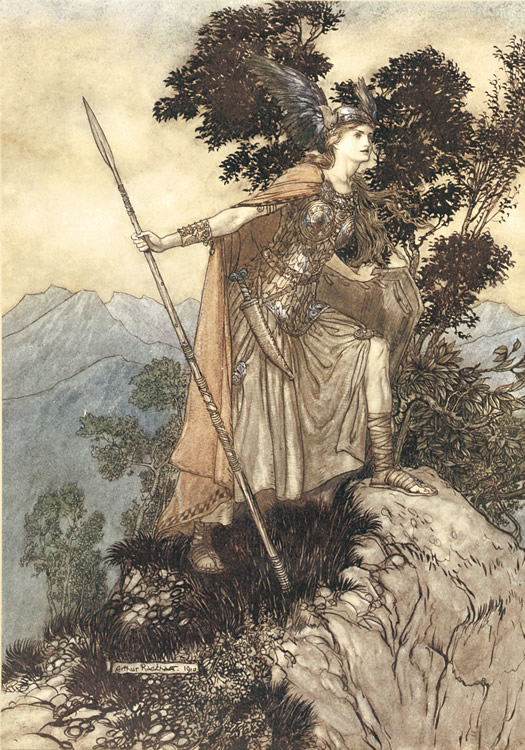
Illustration de Brünnhilde par Arthur Rackham (1867-1939).

Brunehilde ou Brynhildr est une guerrière et l'une des plus célèbres walkyries de la mythologie nordique.
Personnage central du cycle de Sigurd, elle apparaît dans plusieurs poèmes eddiques héroïques, compilés au XIIIe siècle, ainsi que brièvement dans l'Edda de Snorri, et de manière plus importante dans la Völsunga saga, rédigés au XIIIe siècle.
Elle est également présente sous le nom de Brünnhilde ou  Brunehilde (parfois francisé en Brunhild ou Brunhilde) dans l'épopée allemande la Chanson des Nibelungen, et Brynhilde dans la Saga de Théodoric de Vérone, versions continentales et christianisées du mythe, également rédigées au XIIIe siècle. Par extension, Brünnhilde apparaît dans l'opéra de Richard Wagner L'Anneau du Nibelung inspiré de ces textes.
D'abord fiancée au héros Sigurd-Siegfried, elle est finalement contrainte d'épouser Gunnar (ou Gunther). Se sentant trahie par Sigurd, elle ordonne son assassinat, et dans la version nordique elle se suicide, pleine de remords, sur le bûcher funéraire du héros, qu'elle rejoint ensuite dans l'Au-delà.

## Étymologie

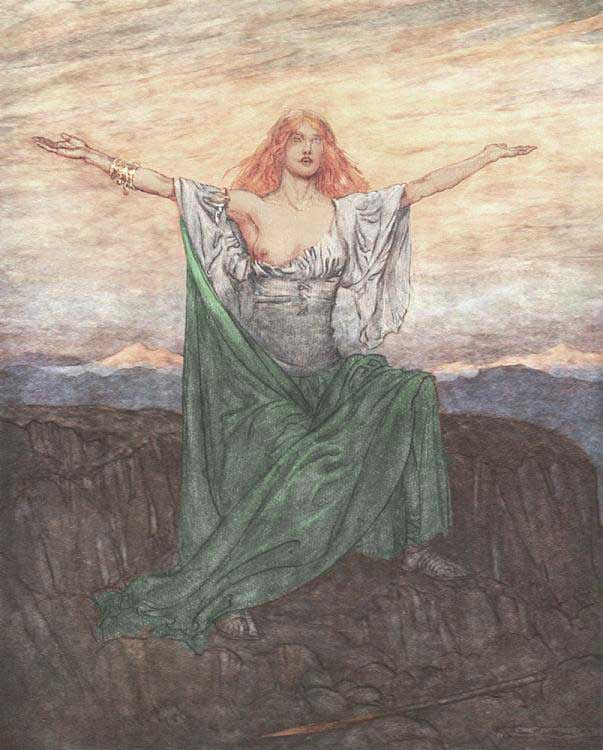
Brunehilde, illustration d'Arthur Rackham (1910).

Brynhildr, en vieux norrois, signifie littéralement « Hildr-à-la-broigne ». En effet, Bryn se rapproche du vieux norrois brynja qui signifie broigne (une armure souple protégeant le torse), et Hildr est attesté comme un nom de Valkyrie. L'Edda de Snorri précise que « son nom était Hild ; elle était également appelée Brynhild, et c'était une Valkyrie ». Régis Boyer suggère que le nom entier pourrait signifier « Bataille en broigne ».

## Traditions scandinaves

### LesEddaset laVölsunga saga

#### Débuts
Les poèmes eddiques Helreið Brynhildar et Sigrdrífumál, ainsi que  la Völsunga saga (chapitre 20), racontent que Brynhildr est une jeune walkyrie, fille de Budli, lorsqu'elle prête serment à un « roi vaillant », Agnarr. Elle est élevée chez son père adoptif Heimir à Hlymdalir. Lorsqu'une bataille oppose les rois Agnarr et Hjálmgunnarr, le dieu Odin promet la victoire à ce dernier, toutefois Brynhildr lui désobéit et tue Hjálmgunnarr. 
Pour la punir, Odin la maudit d'un sommeil magique et l'enferme dans un mur de flammes que seul un homme qui ne connaît pas la peur, ou qui lui apporte l'or de Fáfnir (selon les sources), pourra traverser.
Le héros Sigurd suce son doigt trempé dans le sang du dragon Fáfnir qu'il vient de tuer et comprend alors par magie le langage des oiseaux. Il lui est conseillé par des mésanges de libérer la walkyrie Brynhildr (Fáfnismál). Il se rend au lieu de repos de celle-ci, traverse le mur de flammes et réveille la walkyrie en coupant sa broigne avec son épée. La walkyrie enseigne au héros sagesse, secrets et conseils, ils se quittent en se faisant serment de mariage.
Les lacunes de l'Edda poétique dans la suite de l'histoire sont palliées par les chapitres 24 et 25 de la Völsunga saga, qui fait manifestement état de deux traditions différentes raccordées de manière relativement maladroite par l'auteur. Sigurd loge chez le roi Heimir, le père adoptif de Brynhildr, il aperçoit la walkyrie à travers une fenêtre. Son amour pour elle provoque en lui une grande tristesse, il la rencontre encore, ils renouvellent leur promesse de mariage. Mais Brynhildr prédit qu'il rompra le serment et épousera Gudrun. Sigurd lui jure fidélité en lui offrant un anneau d'or. Gudrun, fille du roi Gjúki et de Grímhildr qui règnent au sud du Rhin, est prise de cauchemars terribles. Elle rend visite à Brynhildr qui lui révèle son amour pour Sigurd mais que c'est Gudrun qu'il épousera à cause des maléfices de Grímhildr.

#### Mariage avec Gunnar

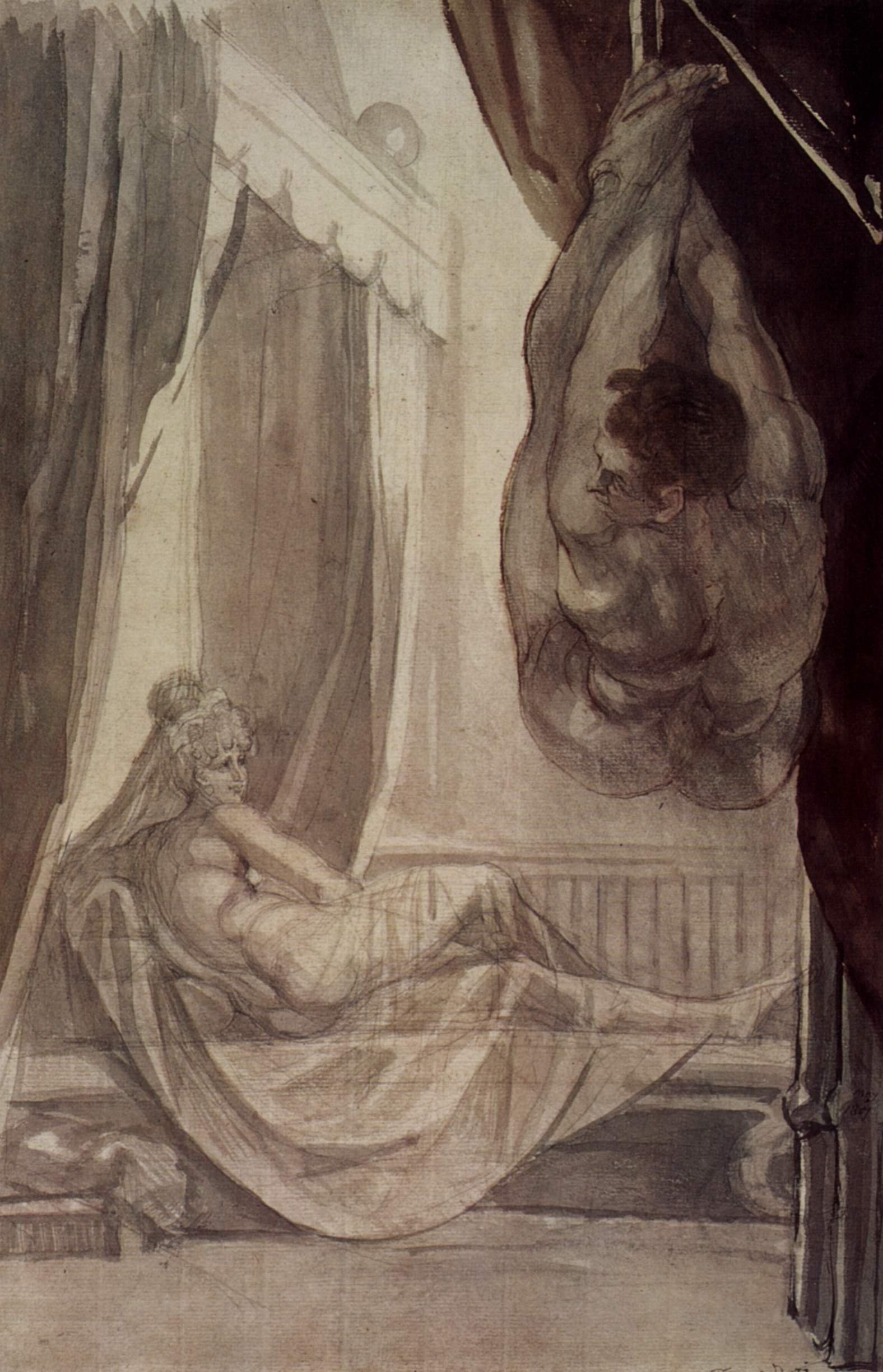
Brünhild beobachtet Gunther, aquarelle de Johann Heinrich Füssli (1807).

Sigurd rend visite au roi Gjúki, la reine Grímhildr lui fait boire un philtre d'oubli, son serment avec Brynhildr s'efface de son esprit et il épouse leur fille Gudrun. Sigurd se lie d'amitié avec les frères de Gudrun, Gunnarr, Högni et Guþormr.
Grímhildr suggère à Gunnarr de demander Brynhildr en mariage. Gunnarr, ses frères et Sigurd se rendent chez Heimir qui leur dit que Brynhildr n'accepterait d'épouser que celui qui traverse le feu ardent qui entoure sa demeure. Les chevaux des frères refusent de traverser les flammes. Gunnarr échange alors sa forme avec celle de Sigurd, et ainsi Sigurd fait bondir son cheval Grani au-dessus du mur de feu. Il se présente à Brynhildr comme étant Gunnarr et elle accepte, réticente, de l'épouser. Sigurd couche trois nuits dans son lit, mais place son épée Gramr entre eux deux. Puis il lui reprend l'anneau d'or qu'il lui avait donné, et lui donne un autre anneau du trésor de Fáfnir. Sigurd retrouve Gunnarr et ils reprennent leurs formes respectives, tandis que Brynhildr émet des doutes sur l'identité de son nouveau mari, et confie la fille qu'elle a eue avec Sigurd, Áslaug, à son père adoptif Heimir. Au banquet de mariage, Sigurd se souvient alors des serments échangés avec Brynhildr, mais il n'en dit rien.

#### Meurtre de Sigurd
Lors d'une dispute portant sur lequel de leurs maris est le plus valeureux, Gudrun annonce à Brynhildr que c'est Sigurd qui l'a conquise et non Gunnarr, et elle le prouve en lui montrant l'anneau d'or que Sigurd, sous la forme de Gunnarr lui a pris. Brynhildr accuse Sigurd de trahison, qui défend les mérites de Gunnarr mais lui avoue son amour pour elle bien que rien ne peut être changé puisque les noces ont été faites. Ensuite Brynhildr exige de Gunnarr que Sigurd et le fils qu'il a eu avec Gudrun soient tués pour cet affront. Gunnarr et Högni chargent leur frère Guþormr, qui n'avait pas fait serment de fraternité avec Sigurd, de tuer le héros. Guþormr frappe de son épée Sigurd durant son sommeil, mais il est tué à son tour. Avant de mourir, Sigurd annonce à sa femme Gudrun qu'il accepte son destin et que la cause de sa mort est l'amour que lui porte Brynhildr.

#### Suicide
La Völsunga saga raconte que, pleine de regrets, Brynhildr annonce la trame du reste du cycle. Sigurd est brûlé sur un grand bûcher avec son fils de trois ans qu'il a eu avec Gudrun, et avec Guþormr. Brynhildr monte sur le bûcher embrasé et y périt. 
Dans le poème eddique Sigurðarkviða hin skamma, Brynhildr rit de la mort de Sigurd, et annonce son suicide au grand désarroi de son mari Gunnarr. Elle se transperce d'une épée, et avant de mourir elle offre de l'or à porter pour les esclaves qui seront tués avec elle pour l'accompagner dans l'Au-delà. Elle prédit le reste du cycle, et demande la construction du bûcher funéraire, qui devra être suffisamment grand pour porter elle et Sigurd ainsi que leurs biens (esclaves et richesses). Cette coutume qui consistait à tuer des esclaves et servants afin qu'ils accompagnent leur maître défunt est attestée dans des textes historiques.
Le poème eddique Helreið Brynhildar raconte qu'après la mort de Brynhildr, deux bûchers funéraires sont construits, l'un pour elle couchée sur un char tendu de pourpre, et l'autre pour Sigurd. Brynhildr se retrouve alors sur son chariot dans l'Au-delà (« le chemin de Hel »), et y rencontre une géante qui l'accuse de tous les malheurs. Celle-ci s'en défend, s'estimant trompée, et annonce qu'elle part retrouver Sigurd, qu'elle considère être son mari légitime.

### Ballades scandinaves
Les ballades apparaissent dans les pays scandinaves à partir de la fin du XIIIe siècle, surtout au Danemark (les folkeviser), inspirées de la carole et des modes courtoises françaises, reprises soit directement de la France, soit par l'intermédiaire de l'Angleterre. Ces ballades très populaires ont survécu jusqu'à nos jours. Certaines reprennent le cycle de Sigurd et reflètent d'importantes déformations si ce n'est des traditions différentes. Otto Holzapfel a identifié treize ballades danoises qui suivent des motifs héroïques tirés du cycle de Sigurd et de la légende des Nibelungen (Die dänischen Nibelungenballaden, 1974). La plupart ne font que mentionner Sigurd, qui porte en général le nom de Sivard Snarensvend, ou simplement Sivard.
La ballade Sivard Snarensvend raconte que Sivard souhaite partir à l'aventure et sa mère lui donne le cheval Gram (dans les textes mythologiques, Gram est son épée, et son cheval s'appelle Grani). Avec son cheval, Sivard voyage au château de son oncle et saute au-dessus du mur pour y pénétrer. La ballade Sivard et Brynild est résumée ainsi par Régis Boyer : « Sivard, fils d'un roi danois, conquiert Brynild sur la montagne de verre et lui donne pour écuyer Hagen ; Brynild et Signild se querellent pour l'anneau que Signild a reçu de Sivard en gage d'amour ; Brynild en tombe malade et exige de Hagen qu'il lui apporte la tête de Sivard. Comme ce dernier est invulnérable, elle donne à Hagen une épée magique avec laquelle Hagen occit Sivard dans sa chambre, puis apporte la tête à Brynild. Après quoi, il transperce Brynild de cette même épée et se suicide ». Cette ballade renvoie plus à la Chanson des Nibelungen qu'à l'Edda.

## Origine du personnage
Le personnage est peut-être inspiré de la princesse wisigothe Brunehilde (ou Brunehaut), mariée au roi mérovingien Sigebert Ier (qui pourrait correspondre à Sigurd). Le thème du fratricide, ainsi que les relations avec les Huns, sont des éléments historiques.
Par ailleurs, la mort de Brunehilde s’apparente par certains traits au suicide rituel sacré en usage dans le monde védique.

## Dans la culture moderne

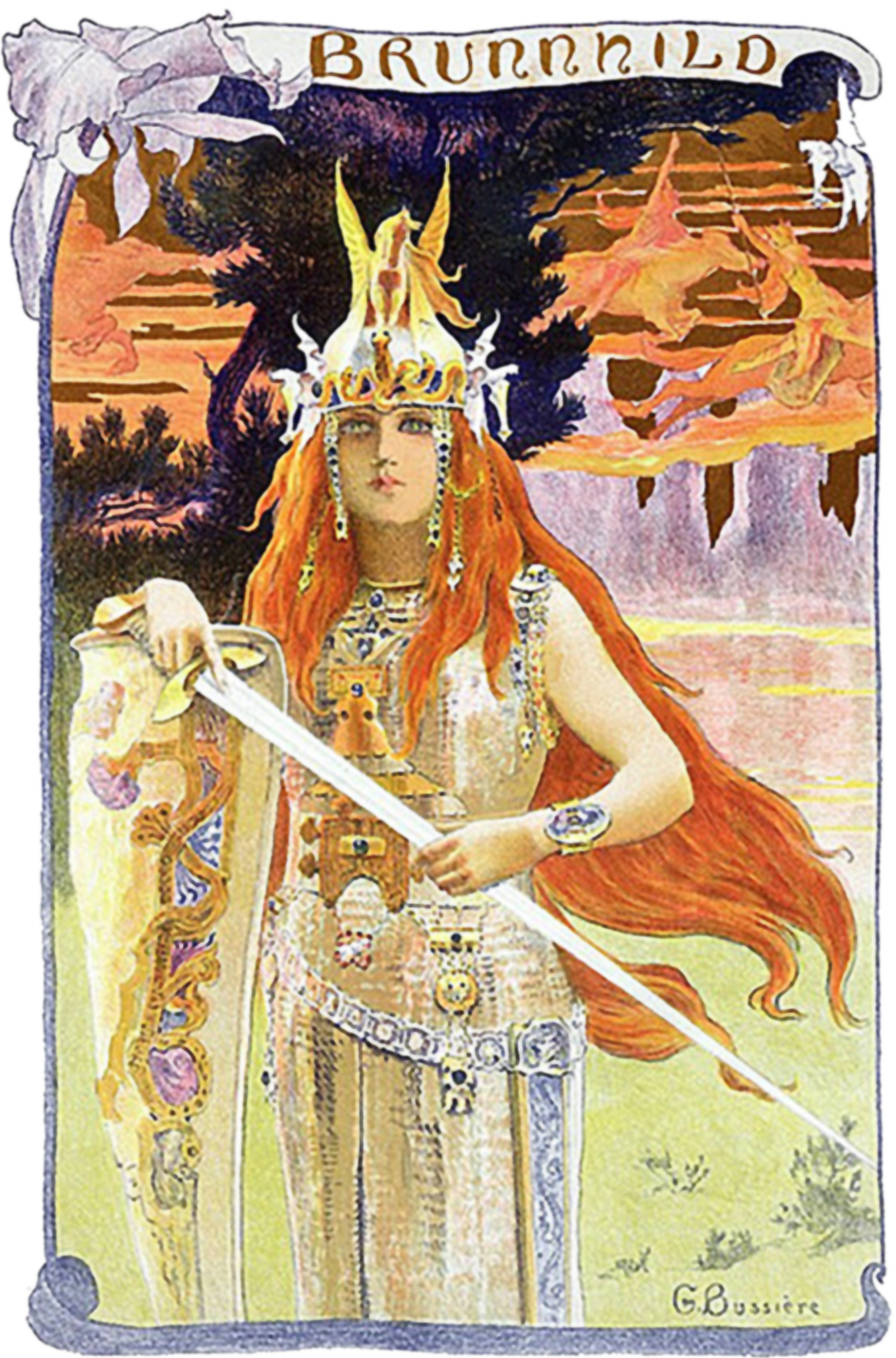
Brünnhild, carte postale de Gaston Bussière (1897).

### Der  Ring des Nibelungen
Richard Wagner en fait un personnage central, sous la graphie Brünnhilde, de la tétralogie Der  Ring des Nibelungen (L'Anneau du Nibelung). Elle apparaît dans La Walkyrie, Siegfried et Le Crépuscule des dieux.

### Littérature et bande dessinée
- La Völsunga saga a inspiré plusieurs œuvres littéraires, dont les plus notables sont le poème épique de plus de 10 000 vers de William Morris The Story of Sigurd the Volsung and the Fall of the Niblungs, publié en 1876, et la version de J. R. R. Tolkien du cycle de Sigurd, La Légende de Sigurd et Gudrún, éditée à titre posthume par son fils Christopher et publiée en 2009. La trilogie La Malédiction de l'anneau d'Édouard Brasey (2008-2010) s'inspire également de la légende de Sigurd-Siegfried.

- En bande dessinée, les séries Siegfried (2007-2011) et Le Crépuscule des dieux (2007-2010) sont inspirées principalement de l'opéra de Richard Wagner.

- Le conte de fées La Belle au bois dormant est inspiré de l'histoire de Brynhildr et de Sigurd[11].

- Brunnhilde la Valkyrie est une guerrière Asgardienne, appartenant à l'Univers Marvel.

- Le titre du manga "Brynhildr in the Darkness" par Lynn Okamoto est inspiré de ce nom.

- Leiji Matsumoto, mangaka à l'origine de la série culte Capitaine Albator, a mis en scène son héros dans une aventure en 8 tomes directement inspirée de cette légende, plus précisément à partir de l'opéra de Wagner, jouant ainsi sur le mot "Space opéra", sous genre de science fiction auquel appartient la série Capitaine Albator.

- Dans le manga Valkyrie Apocalypse, Brunehilde est le personnage principal, ainsi que l'aînée de treize sœurs Valkyries qui tenteront de sauver l'humanité.

### Proverbe
- It ain't over till the fat lady sings est un proverbe inspiré par le personnage de Brunehilde.

### Cinéma et télévision
- L'épopée allemande la Chanson des Nibelungen a été adaptée quelques fois à l'écran. Les Nibelungen est un film allemand en deux parties réalisé par Fritz Lang sorti en 1924 où Brunhild est interprétée par Hanna Ralph. Brunehilde est interprétée par l'allemande Judith Rosmair dans le téléfilm allemand Die Nibelungen (2002), et par l'américaine Kristanna Loken dans le téléfilm allemand L'Anneau sacré (2004).

- La femme du héros principal du Western spaghetti de Quentin Tarantino, Django Unchained, s'appelle Broomhilda Von Shaft. Ce nom lui a été donné par sa première maîtresse. Le mentor de Django, le docteur King Schultz, raconte l'histoire de Brunehilde et de Sigurd autour d'un feu de camp.

- Dans son film, sorti en salles en 2008, Ponyo sur la falaise, Hayao Miyazaki donne à la protagoniste principale le nom de Brunehilde. Elle sera renommée Ponyo au cours du film, par le jeune Sôsuke. Dans le même film, une réinterprétation du thème de la Chevauchée des Walkyries est donnée lors d'une scène où Ponyo, courant sur l'océan déchaîné, poursuit Lisa et son fils Sôsuke.

### Art contemporain
- Brunehilde figure parmi les 1 038 femmes référencées dans l'œuvre d’art contemporain The Dinner Party (1979) de Judy Chicago. Son nom y est associé à Boadicée[12],[13].